# Elisabetta Stuart (principessa d'Inghilterra e Scozia)
Elisabetta Stuart (St. James's Palace, 28 dicembre 1635 – Castello di Carisbrooke, 8 settembre 1650) era la seconda figlia del re Carlo I d'Inghilterra e di Enrichetta Maria di Borbone-Francia.
Dall'età di sei anni fino alla morte prematura all'età di 14 anni, visse come prigioniera del Parlamento durante la guerra civile inglese. Il suo resoconto scritto del suo ultimo incontro con il padre alla vigilia della di lui esecuzione e delle sue ultime parole ai figli è stato pubblicato in numerose storie della guerra e biografie di Carlo I.

## Biografia

### Tentativo di fidanzamento

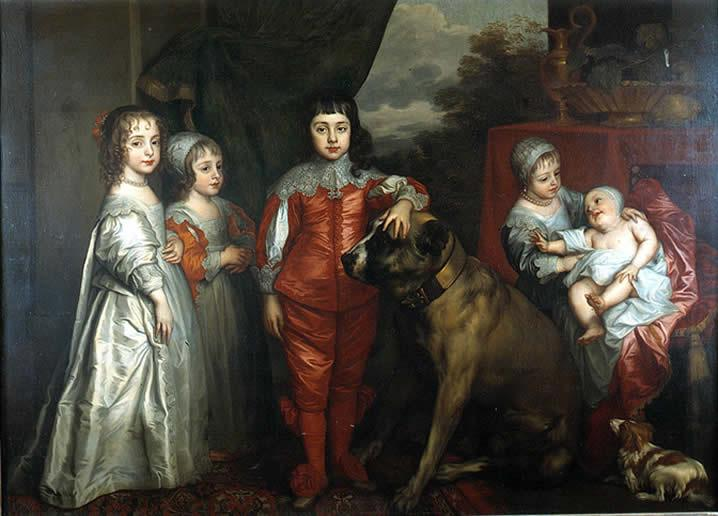
I figli di Carlo I ritratti nel 1637 da Antoon van Dyck: da sinistra, Maria, Giacomo, Carlo, Elisabetta e Anna (1637-1640)

Elisabetta nacque il 28 dicembre 1635 a St. James's Palace e venne lì battezzata il 2 gennaio successivo da William Laud, arcivescovo di Canterbury. Nel 1636 Maria de' Medici, nonna materna della principessa, tentò di fidanzarla con il figlio del Principe d'Orange, il futuro Statolder Guglielmo II d'Orange, ma, nonostante l'opinione personale di Carlo I fosse che il matrimonio di una principessa d'Inghilterra con un principe d'Orange fosse troppo al di sotto del suo grado, le difficoltà politiche e finanziarie del re lo costrinsero a cedere, scegliendo però la sorella di Elisabetta, Maria, la principessa reale, per questa unione.

### Guerra civile

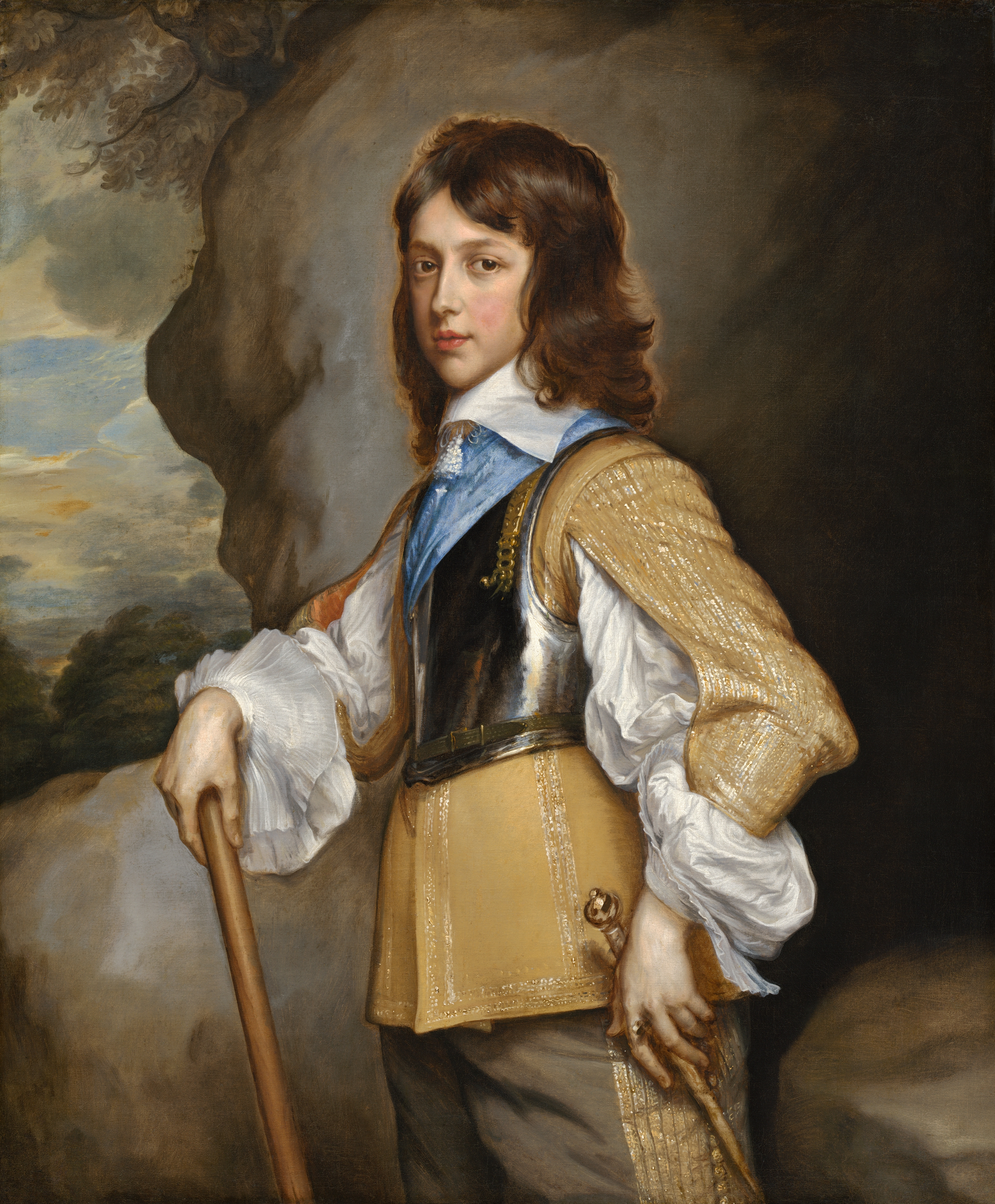
Il fratello minore di Elisabetta, Enrico, duca di Gloucester, ritratto nel 1653 da Adriaen Hanneman

Allo scoppio della guerra civile inglese nel 1642, Elisabetta, assieme al fratello Enrico, duca di Gloucester, venne posta sotto la custodia del Parlamento. Philip Herbert, IV conte di Pembroke, venne nominato tutore dei bambini. Quando il Parlamento decise di togliere ad Elisabetta la sua corte, la principessa dodicenne scrisse una lettera di appello contro questa decisione nel 1648:
La Camera dei Lord si mostrò comprensiva verso questa richiesta e condannò la Camera dei Comuni per essersi indebitamente intromessa nell'organizzazione della corte, e la decisione venne ritirata. Tuttavia, i Comuni pretesero che i principi reali venissero educati nella fede protestante e che fosse loro proibito di unirsi al resto della corte a Oxford, il che li rese virtualmente prigionieri a St. James's Palace. Il giovane duca di Gloucester venne persino, a un certo momento, dopo la sconfitta del padre, considerato come possibile re in un sistema di monarchia costituzionale.
Nel 1643, quando aveva sette anni, Elisabetta si ruppe una gamba e venne trasferita a Chelsea assieme al fratello Enrico. Là ricevette un'educazione dalla celebre studiosa Bathsua Makin fino al 1644, grazie alla quale sapeva leggere e scrivere in ebraico, greco, italiano, latino e francese. Molti eminenti studiosi le dedicarono le loro opere, impressionati dal suo gusto per le letture devote.
Dopo che la tutela dei figli più giovani del re venne affidata ad Algernon Percy, X conte di Northumberland, nel 1642, il loro fratello, il principe Giacomo, duca di York e futuro Giacomo II, venne a trovarli, ma, a quanto sembra, gli fu consigliato di scappare dalla stessa Elisabetta, preoccupata di saperlo troppo vicino ai nemici del re. Finalmente, nel 1647, Elisabetta, il duca di York e il duca di Gloucester furono autorizzati a viaggiare fino a Maidenhead per incontrare il re e passare con lui due giorni. Dopo che il re fu costretto a trasferirsi a Hampton Court Palace, venne a far visita ai figli, posti sotto la tutela di Northumberland, a Syon House, ma ben presto ciò non fu più possibile perché il re scappò al castello di Carisbrooke, nell'isola di Wight; apparentemente fu sempre Elisabetta, allora di dieci anni, ad aiutare il duca di York a scappare un'altra volta, travestendolo da donna. Le circostanze difficili in cui crebbe contribuirono a fortificare il carattere della principessa: quando aveva undici anni, l'ambasciatore francese la descrisse come molto bella e dotata di "grazia, dignità, intelligenza e sensibilità" che le permettevano di giudicare le diverse persone che incontrava e di capire diversi punti di vista. Ma alla forza di carattere si contrapponeva una salute molto precaria: un esame dei suoi resti svolto in epoca vittoriana rivelò che la principessa soffriva di rachitismo, che le causava deformità alla schiena e alle spalle, ginocchio valgo e metatarso varo, che sicuramente le rendevano il camminare molto difficile.
Quando Carlo I venne arrestato e condannato a morte da Oliver Cromwell e dagli altri giudici nel 1649, Elisabetta scrisse una lunga lettera al Parlamento in cui chiedeva il permesso di raggiungere la sorella Maria nei Paesi Bassi, ma questa richiesta fu respinta fino a quando non si fosse proceduto all'esecuzione. Il 29 gennaio 1649 avvenne l'ultimo incontro tra Elisabetta (13 anni), il duca di Gloucester (8) e il loro padre: Elisabetta ne scrisse un resoconto che venne trovato tra i suoi oggetti personali dopo la sua morte
La principessa piangeva così forte che il padre le chiese se sarebbe stata capace di ricordare le parole che le avrebbe detto, ed ella promise che non le avrebbe mai dimenticate e che le avrebbe scritte. Carlo I disse alla figlia di non angosciarsi e torturarsi per lui ("grieve and torment [herself] for him") e le chiese di mantenere la sua fede nella religione protestante. Le ordinò di leggere alcuni libri, tra i quali i Sermoni del vescovo Lancelot Andrewes, il trattato Sulle leggi del governo ecclesiastico di Richard Hooker e lo scritto di William Laud contro il gesuita Fisher (A Relation of the Conference between William Laud and Mr. Fisher the Jesuit), per rafforzarla contro il papismo.
 Carlo I diede inoltre alla figlia una Bibbia. Dopo l'esecuzione del re, i principi divennero un peso poco gradito: Joceline, Lord Lisle, figlio del conte di Northumberland, presentò di fronte al Parlamento una richiesta per sollevare la sua famiglia dall'incarico di custodire Elisabetta e suo fratello. Il Parlamento, però, rifiutò di concedere ai due bambini di recarsi nei Paesi Bassi e, invece, li pose sotto la tutela di Sir Edward Harrington, ma il figlio di Harrington riuscì a ottenere che se ne occupasse qualcun altro.

### Morte
La successiva residenza di Elisabetta e del fratello fu Penshurst Place, sotto la tutela di Robert Sidney, I conte di Leicester, e di sua moglie Dorothy. Le istruzioni del Parlamento erano che i bambini non dovessero essere trattati con indulgenza; tuttavia, la contessa di Leicester trattò Elisabetta con grande gentilezza e ricevette in regalo un gioiello dalla collezione personale della principessa, che in seguito fu al centro di una controversia tra la contessa e i commissari del Parlamento incaricati di custodire le proprietà del defunto re.
Nel 1650, il fratello maggiore di Elisabetta, l'ormai de facto Carlo II, si recò in Scozia per essere incoronato re di quel Paese. Elisabetta venne trasferita all'isola di Wight come ostaggio e posta sotto la tutela di Anthony Mildmay, con una pensione di £3000 all'anno. L'allontanamento da Penshurst fu probabilmente la causa della sua morte: la principessa lamentò che la sua salute non le consentiva di muoversi, ma ubbidì ugualmente; prese un raffreddore che ben presto degenerò in polmonite e morì l'8 settembre 1650. Alcuni testimoni riferiscono che venne trovata morta con il capo sulla Bibbia che il padre le aveva dato; tre giorni dopo la morte, arrivò l'autorizzazione del Consiglio di Stato a raggiungere sua sorella Maria nei Paesi Bassi. Elisabetta venne sepolta nella St. Thomas's Church, a Newport, nell'isola di Wight.
Fino al XIX secolo la sua tomba rimase spoglia, ad eccezione delle sue iniziali incise: E[lizabeth] S[tuart]. La regina Vittoria, che fra le sue residenze preferite aveva Osborne House nell'isola di Wight, ordinò che venisse eretto un conveniente monumento in sua memoria. Nel 1856 una statua in marmo bianco, eseguita dallo scultore, Carlo Marochetti, venne posta sulla tomba: raffigurava Elisabetta come una giovane e bella ragazza, con il capo appoggiato sopra la Bibbia aperta sulle parole del Vangelo secondo Matteo: "Venite a me voi tutti che siete affaticati e oppressi, e vi darò riposo" (Mt, 11, 28). Sopra la scultura vi è una grata, che indica che ella era prigioniera, ma le sbarre sono rotte a simboleggiare che la prigioniera è fuggita verso "una pace più grande". Un'iscrizione recita: "In memoria della principessa Elisabetta, figlia di re Carlo I, che morì al castello di Carisbrooke l'8 settembre 1650 ed è sepolta nel coro di questa chiesa, questo monumento è eretto quale pegno di rispetto per le sue virtù e di compassione per le sofferenze, da Vittoria R., 1856".

## Ascendenza
|                             |                    |                              | Genitori                             |  |  | Nonni |  |  | Bisnonni                    |  |  | Trisnonni                       |  |
|                             |                    |                              |                                      |  |  |       |  |  | Enrico Stuart, Lord Darnley |  |  | Matthew Stuart, conte di Lennox |  |
|                             |                    |                              |                                      |  |  |       |  |  | Enrico Stuart, Lord Darnley |  |  | Matthew Stuart, conte di Lennox |  |
|                             |                    | Margaret Douglas             |                                      |  |  |       |  |  | Enrico Stuart, Lord Darnley |  |  |                                 |  |
| Giacomo I d'Inghilterra     |                    |                              |                                      |  |  |       |  |  | Enrico Stuart, Lord Darnley |  |  |                                 |  |
|                             |                    | Maria Stuart                 | Giacomo V di Scozia                  |  |  |       |  |  |                             |  |  |                                 |  |
|                             |                    | Maria Stuart                 | Giacomo V di Scozia                  |  |  |       |  |  |                             |  |  |                                 |  |
|                             |                    | Maria Stuart                 | Maria di Guisa                       |  |  |       |  |  |                             |  |  |                                 |  |
| Carlo I d'Inghilterra       |                    | Maria Stuart                 |                                      |  |  |       |  |  |                             |  |  |                                 |  |
|                             |                    | Federico II di Danimarca     | Cristiano III di Danimarca           |  |  |       |  |  |                             |  |  |                                 |  |
|                             |                    | Federico II di Danimarca     | Cristiano III di Danimarca           |  |  |       |  |  |                             |  |  |                                 |  |
|                             |                    | Federico II di Danimarca     | Dorotea di Sassonia-Lauenburg        |  |  |       |  |  |                             |  |  |                                 |  |
| Anna di Danimarca           |                    | Federico II di Danimarca     |                                      |  |  |       |  |  |                             |  |  |                                 |  |
|                             |                    | Sofia di Meclemburgo-Güstrow | Ulrico III di Meclemburgo-Güstrow    |  |  |       |  |  |                             |  |  |                                 |  |
|                             |                    | Sofia di Meclemburgo-Güstrow | Ulrico III di Meclemburgo-Güstrow    |  |  |       |  |  |                             |  |  |                                 |  |
|                             |                    | Sofia di Meclemburgo-Güstrow | Elisabetta di Danimarca              |  |  |       |  |  |                             |  |  |                                 |  |
| Elisabetta Stuart           |                    | Sofia di Meclemburgo-Güstrow |                                      |  |  |       |  |  |                             |  |  |                                 |  |
|                             | Antonio di Borbone | Carlo IV di Borbone-Vendôme  |                                      |  |  |       |  |  |                             |  |  |                                 |  |
|                             | Antonio di Borbone | Carlo IV di Borbone-Vendôme  |                                      |  |  |       |  |  |                             |  |  |                                 |  |
|                             | Antonio di Borbone | Francesca d'Alençon          |                                      |  |  |       |  |  |                             |  |  |                                 |  |
| Enrico IV di Francia        | Antonio di Borbone |                              |                                      |  |  |       |  |  |                             |  |  |                                 |  |
|                             |                    | Giovanna III di Navarra      | Enrico II di Navarra                 |  |  |       |  |  |                             |  |  |                                 |  |
|                             |                    | Giovanna III di Navarra      | Enrico II di Navarra                 |  |  |       |  |  |                             |  |  |                                 |  |
|                             |                    | Giovanna III di Navarra      | Margherita d'Angoulême               |  |  |       |  |  |                             |  |  |                                 |  |
| Enrichetta Maria di Francia |                    | Giovanna III di Navarra      |                                      |  |  |       |  |  |                             |  |  |                                 |  |
|                             |                    | Francesco I de' Medici       | Cosimo I de' Medici                  |  |  |       |  |  |                             |  |  |                                 |  |
|                             |                    | Francesco I de' Medici       | Cosimo I de' Medici                  |  |  |       |  |  |                             |  |  |                                 |  |
|                             |                    | Francesco I de' Medici       | Eleonora di Toledo                   |  |  |       |  |  |                             |  |  |                                 |  |
| Maria de' Medici            |                    | Francesco I de' Medici       |                                      |  |  |       |  |  |                             |  |  |                                 |  |
|                             |                    | Giovanna d'Austria           | Ferdinando I del Sacro Romano Impero |  |  |       |  |  |                             |  |  |                                 |  |
|                             |                    | Giovanna d'Austria           | Ferdinando I del Sacro Romano Impero |  |  |       |  |  |                             |  |  |                                 |  |
|                             |                    | Giovanna d'Austria           | Anna Jagellone                       |  |  |       |  |  |                             |  |  |                                 |  |
|                             |                    | Giovanna d'Austria           |                                      |  |  |       |  |  |                             |  |  |                                 |  |